# Elvis Cheboi
Elvis Kipchoge Cheboi (ur. 29 września 1995) – kenijski lekkoatleta specjalizujący się w biegach długich.
Srebrny medalista mistrzostw Afryki juniorów w Bambous (2013). W 2014 został wicemistrzem świata juniorów w biegu na 10 000 metrów. 

## Osiągnięcia
| Rok  | Impreza                                   | Miejsce | Konkurencja           | Pozycja     | Wynik    |
| ---- | ----------------------------------------- | ------- | --------------------- | ----------- | -------- |
| 2013 | Mistrzostwa Afryki juniorów               | Bambous | bieg na 10 000 metrów | 2. miejsce  | 28:36,38 |
| 2014 | Mistrzostwa Afryki w biegach przełajowych | Kampala | bieg juniorów         | 16. miejsce | 24:00    |
| 2014 | Mistrzostwa świata juniorów               | Eugene  | bieg na 10 000 metrów | 2. miejsce  | 28:35,20 |

## Rekordy życiowe
- bieg na 10 000 metrów – 28:33,73 (2014)